# Acritopappus
Acritopappus, biljni rod iz porodice glavočika, potporodica Glavočike cjevnjače. Postoji 19 priznatih vrsta koje rastu po Brazilu.

## Opis
Acritopappus uključuje 17 (danas 19) južnoameričkih vrsta pronađenih u Brazilu, prvenstveno u državi Bahia sa sekundarnom manjom koncentracijom u Minas Geraisu. Rod karakterizira papus koji se sastoji od kratke krune ili nekoliko nepravilnih osa, zajedno s plosnatim receptakulom koji je često blijedi. Svih pet vrsta za koje je dostupan broj kromosoma je x=9, što je posebno jer je Acritopappus dio velike klade koju inače karakterizira osnovni broj kromosoma x = 10 (uz napomenu da nedostaju izvješća o kromosomima za mnoge rodove u ovoj kladi, posebno oni iz Južne Amerike.)

## Vrste
1. Acritopappus buiquensis D.J.N.Hind & Bautista
2. Acritopappus catolesensis D.J.N.Hind & Bautista
3. Acritopappus confertus (Gardner) R.M.King & H.Rob.
4. Acritopappus connatifolius (Soar.Nunes) R.M.King & H.Rob.
5. Acritopappus diamantinicus Bautista, S.Ortiz & Rodr.Oubiña
6. Acritopappus harleyi R.M.King & H.Rob.
7. Acritopappus heterolepis (Baker) R.M.King & H.Rob.
8. Acritopappus irwinii R.M.King & H.Rob.
9. Acritopappus jacobaeus Bautista, Rodr.Oubiña & S.Ortiz
10. Acritopappus longifolius (Gardner) R.M.King & H.Rob.
11. Acritopappus micropappus (Baker) R.M.King & H.Rob.
12. Acritopappus morii R.M.King & H.Rob.
13. Acritopappus pereirae Bautista, S.Ortiz & Rodr.Oubiña
14. Acritopappus pintoi Bautista & D.J.N.Hind
15. Acritopappus prunifolius R.M.King & H.Rob.
16. Acritopappus santosii R.M.King & H.Rob.
17. Acritopappus stenophyllus Bautista, Rodr.Oubiña & S.Ortiz
18. Acritopappus subtomentosus R.M.King & H.Rob.
19. Acritopappus teixeirae R.M.King & H.Rob.